# Gebrüder Freitag
Die Gebrüder Freitag (Otto, * 9. Mai 1897 in Berlin als Otto Friedrich Paul Freitag, † 6. April 1982 in Mainz, und  Willi, * 9. April 1895 in Berlin als Willi Rudolf Ernst Freitag, † 16. Juli 1979 in Pohl) waren deutsche Fußballspieler. In den 1920ern bildeten sie das Defensivgerüst des 1. FSV Mainz 05. Mit Paul Lipponer waren die Gebrüder Freitag die ersten Stars der 05er.
Nach dem Ersten Weltkrieg, 1919, wechselten die Gebrüder Freitag vom BFC Alemannia 90 an den Rhein. Otto Freitag musste seine Karriere im August 1930 wegen einer Verletzung beenden. Seit 1925 sind bis 1930/31 103 Bezirksliga- und Endrundeneinsätze nachgewiesen, in denen dem harten linken Verteidiger kein Tor gelang. Sein Bruder Willi ließ seine Laufbahn 1932/33 mit sporadischen Einsätzen ausklingen. 132 Einsätze sind zwischen 1925 und 1933 belegt, ein Mal war der Mittelläufer als Torschütze erfolgreich.
Otto Freitag war bis ins hohe Alter Wirt des Mainzer Vereinsheims.